# 開口笑
開口笑（かいこうしょう）は、中華人民共和国の揚げ菓子。日本・沖縄県のサーターアンダギーの元型とも言われている。
材料や作り方もサーターアンダギーに似るが、開口笑は白ゴマを生地の周りにまぶしてから揚げる。
揚げた際に生地が割れ、ちょうど「口を開いて笑っているように見える」ことから名づけられている。また、台湾では縁起のよい菓子とされている。